# Де Волф, Кес
Кес де Волф (нидерл. Cees de Wolf; 17 декабря 1945, Пюрмеренд — 21 июля 2011, там же) — нидерландский футболист, игравший на позиции нападающего, выступал за «Аякс», «Даллас Торнадо» и «Харлем», а также а любительский клуб МФК.

## Биография
Кес де Волф родился 17 декабря 1945 в городе Пюрмеренд. Свою футбольную карьеру Кес начал в своём родном городе в любительском клубе «Пюрмеренд». Затем Кес стал игроком амстердамского «Аякса», в команде Де Волф стал резервистом Пита Кейзера. Дебютировал Кес за команду 7 декабря 1966 года в матче Кубка европейских чемпионов против английского «Ливерпуля». Тот матч многим запомнился густым туманом на Олимпийском стадионе в Амстердаме и изобилием забитых мячей. Действующий чемпион Англии был разгромлен «Аяксом» со счётом 5:1. Первый гол в игре на третьей минуте забил Кес де Волф, а затем отличился Йохан Кройф, дважды забил Клас Нюнинга, и ещё один мяч был на счету Хенка Грота. «Ливерпуль» смог ответить лишь одним голом Криса Лоулера в концовке матча.
В Высшем дивизионе Нидерландов Кес дебютировал 11 декабря в гостевом матче против клуба АДО, завершившемся поражением «Аякса» со счётом 2:0. В своём втором матче в чемпионате Кес забил гол, а его команда крупно обыграла «Ккерксес» со счётом 4:1.
В 1968 году Кес выступал за американский клуб «Даллас Торнадо», в котором выступало несколько нидерландских игроков, нападающие Алфонсиус Стоффелс и Крис Бахофнер, а также полузащитник Рон Фостер. В целом команда состояла из иностранных футболистов. Де Волф отыграл за клуб 9 игр и забил 3 гола. Позже Кес вернулся в Нидерланды, в сезоне 1970/1971 выступал за «Харлем», а после, играл за любительский клуб МФК из города Медембликкера. После завершения футбольной карьеры Кес стал продавцом.
Кес де Волф скончался 21 июля 2011 года.